# Leontina Papà
Giuseppina Papà, detta Leontina (Mogliano Veneto, 17 ottobre 1842 – Roma, 19 marzo 1922), è stata un'attrice teatrale e attrice cinematografica italiana.

## Biografia
Figlia di Leone, capitano in pensione di famiglia corfiota, e di Luigia Böchmann, commerciante nata a Lienz, nacque fuori dal matrimonio e, benché riconosciuta dal padre, rimase figlia illegittima sino al 1849, quando i genitori si sposarono.
Studiò al Collegio reale di Torino, ma presto manifestò una grande propensione per il teatro. Esordì nel 1859 con la prestigiosa compagnia di Angelo Moro Lin (vi recitavano, tra gli altri, Amalia Fumagalli e Alessandro Salvini), dimostrando sin dagli inizi notevoli capacità nei ruoli tragici.
Tra il 1862 e il 1863 lavorò con la compagnia di Filippo Prosperi (la cui prima attrice era Carolina Santoni), seguendola in tournée in Spagna. Nel 1864 entrò nella compagnia di Enrico Duse e Giuseppe Lagunaz (dove primeggiava Angelica Cappelletto, madre di Eleonora Duse); con questa, il 9 novembre dello stesso anno, fu al Teatro Sociale di Padova per recitare la parte di Cecilia Calandrini ne La casa nova di Carlo Goldoni, guadagnandosi l'ammirazione del generale Karl Möring con cui ebbe una relazione segreta. I due non furono soltanto amanti, ma anche amici e complici: emerge una lettera del 1868 in cui la Papà gli confidava di avere una tresca con Vittorio Emanuele II.
Sino al 1870, anno della morte del Möring, la Papà poté contare sui suoi aiuti finanziari, ma le sue condizioni economiche non furono mai rosee, essendo peraltro costretta a mantenere sia la madre che la sorella.
Nel 1865 entrò nella compagnia di Raffaele Lambertini ed emerse nelle vesti della contessa d'Autreval in Una battaglia di donne di Eugène Scribe ed Ernest Legouvé. L'anno dopo fu assunta come prima attrice dalla compagnia di Achille Majeroni, in sostituzione della più celebre Fanny Sadowsky. In questi anni conobbe a Roma Raffaello Giovagnoli, scrittore e drammaturgo, che sposò nel 1872 restando lontana dal teatro per quasi un biennio.
Ma già poco tempo dopo si separò, tornando sulle scene nel 1873 con la compagnia di Cesare Vitaliani e Luciano Cuniberti. Dal 1º aprile al 16 luglio 1875 fu prima attrice al Drury Lane di Londra con Tommaso Salvini, distinguendosi in ruoli shakespeariani.
Nel 1876 sostituì Virginia Marini nella compagnia di Francesco Ciotti. Nel 1882 fu nella compagnia di Giovanni Emanuel e quindi in quella di Ernesto Rossi, con cui fu in tournée in Russia. La sua attività fu ancora molto intensa negli anni 1890: lavorò, fra l'altro con la compagnia Bellotti-Bon diretta da Florido Bertini (1891), poi con quella di Giacinto Gallina (1892-1894), quindi con quella di Luigi Ferrati (1895-1896). Fu poi prima attrice-madre nella compagnia di Federico Pozzone al teatro Manzoni di Roma, divenendo celebre nel ruolo della baronessa in Marcella di Victorien Sardou.
Si ritirò nel 1905, ma continuò ad impartire lezioni di recitazione nella sua casa di Roma, in via Modena. Negli anni seguenti, inoltre, ebbe delle parti in diversi film, di cui si citano Rivale nell'ombra di Carlo Simoneschi (1912), Una donna d'altri tempi di Arnaldo Fratelli e Non vendo mia figlia! di Nicola Fausto Neroni (1920).
Gli ultimi anni furono segnati anche da un peggiorare delle sue condizioni finanziarie, tanto da dover essere costretta a subaffittare alcune camere della sua casa agli impiegati del ministero della Guerra.